# Zerrenthin
Zerrenthin ist eine Gemeinde im Landkreis Vorpommern-Greifswald im Osten Mecklenburg-Vorpommerns (Deutschland). Die Gemeinde gehört zum Amt Uecker-Randow-Tal mit Sitz in der nahen Stadt Pasewalk.

## Geografie
Zerrenthin liegt am Nordrand eines Endmoränenbogens, der sich von Pasewalk nach Löcknitz zwischen Uecker- und Randowtal hinzieht. Nördlich von Zerrenthin beginnt das flachere Gebiet der Ueckermünder Heide. Die Gemeinde liegt rund sieben Kilometer östlich von Pasewalk.
Umgeben wird Zerrenthin von den Nachbargemeinden Krugsdorf und Koblentz im Norden, Rothenklempenow im Nordosten, Rossow im Südosten sowie Polzow im Westen.

## Geschichte
Zerrenthin wurde als „Sarnotino“ erstmals im Jahre 1216 in einer Urkunde erwähnt, die die Zugehörigkeit des Kirchengutes zu Eggesin anmerkt. Eigner Eggesins war damals das Kloster Grobe auf Usedom. 150 Jahre später wurde das Gut wegen der fernen Lage vom Kloster aufgegeben.
Zerrenthin war ursprünglich ein uckermärkisches Dorf und gehörte zur Mark Brandenburg. Mit der im Jahr 1818 im Königreich Preußen durchgeführten grundlegenden Verwaltungsreform mit der Neuorganisation der Provinzen, Regierungsbezirke und Kreise gehörte Zerrenthin von 1818 bis 1950 zum Landkreis Prenzlau im Regierungsbezirk Potsdam in der preußischen Provinz Brandenburg. Erst mit der DDR-Kreisreform 1950 wurde es dem neu gebildeten (vorpommerschen) Kreis Pasewalk im Land Mecklenburg zugeschlagen. Durch die im Juli 1952 durchgeführte Auflösung der Länder und Bildung der Bezirke in der DDR gehörte Zerrenthin mit dem Kreis Pasewalk bis ins Jahr 1990 zum Bezirk Neubrandenburg.
Zwischen 1937 und 1956 lebte und wirkte die im nahen Dorf Polzow geborene spätere Schriftstellerin Irma Harder, geb. Lankow (* 1915 † 2008) in Zerrenthin. 1937 heiratete sie den Mittelbauern Adalbert Harder, mit dem sie einen Bauernhof in Zerrenthin bewirtschaftete. Nach dem Tode ihres Mannes im Jahre 1946 führte sie den Hof weiter. Gleichzeitig begann sie mit dem Verfassen von Theaterstücken für eine von ihr gegründete Laienspielgruppe und von ersten Erzählungen. In diesen stellte sie in einfachem Stil ein realistisches Bild des dörflichen Alltags dar, wie sie ihn während ihrer Zeit als Bäuerin erlebte. So beruhen unter anderem ihre Bücher Im Haus am Wiesenweg (1956) und Die Frau vom Ziegelhof (1984) auf ihren Erlebnissen und ihrem Leben in Zerrenthin. 1956 verließ sie den Ort und ging als freie Schriftstellerin nach Potsdam.
Die Vorfahren der ehemaligen südafrikanischen Schwimmerin Charlène Lynette Grimaldi, geb. Wittstock (* 1978), die seit ihrer Heirat mit Fürst Albert II. im Jahr 2011 Fürstin von Monaco ist, stammen aus Zerrenthin und lebten dort von 1807 bis 1861. Ihr Urururgroßvater Christian Friedrich Wittstock war Landarbeiter und lebte mit seiner Ehefrau Christine in Zerrenthin, das um 1807 insgesamt 17 Ganzbauern, 5 Ganzkossäten, 7 Büdner und 28 Einlieger sowie eine Schmiede, einen Krug und zusammen 55 Feuerstellen zählte. Charlènes Ururgroßvater Martin Gottlieb wurde 1840 im Dorf geboren und im August desselben Jahres in der Zerrenthiner Feldsteinkirche getauft, wie es aus dem erhaltenen gebliebenen Eintrag im Kirchentaufbuch hervorgeht. Ihre Ururgroßeltern, Martin Gottlieb und dessen Ehefrau Louise Wittstock, wanderten 1861 mit Gottliebs Eltern und weiteren acht Geschwistern aus Zerrenthin über Hamburg an Bord des Schiffes San Francisco nach Südafrika aus. Dort lebten die Wittstocks in den ersten Jahren als Tagelöhner oder suchten nach Diamanten.

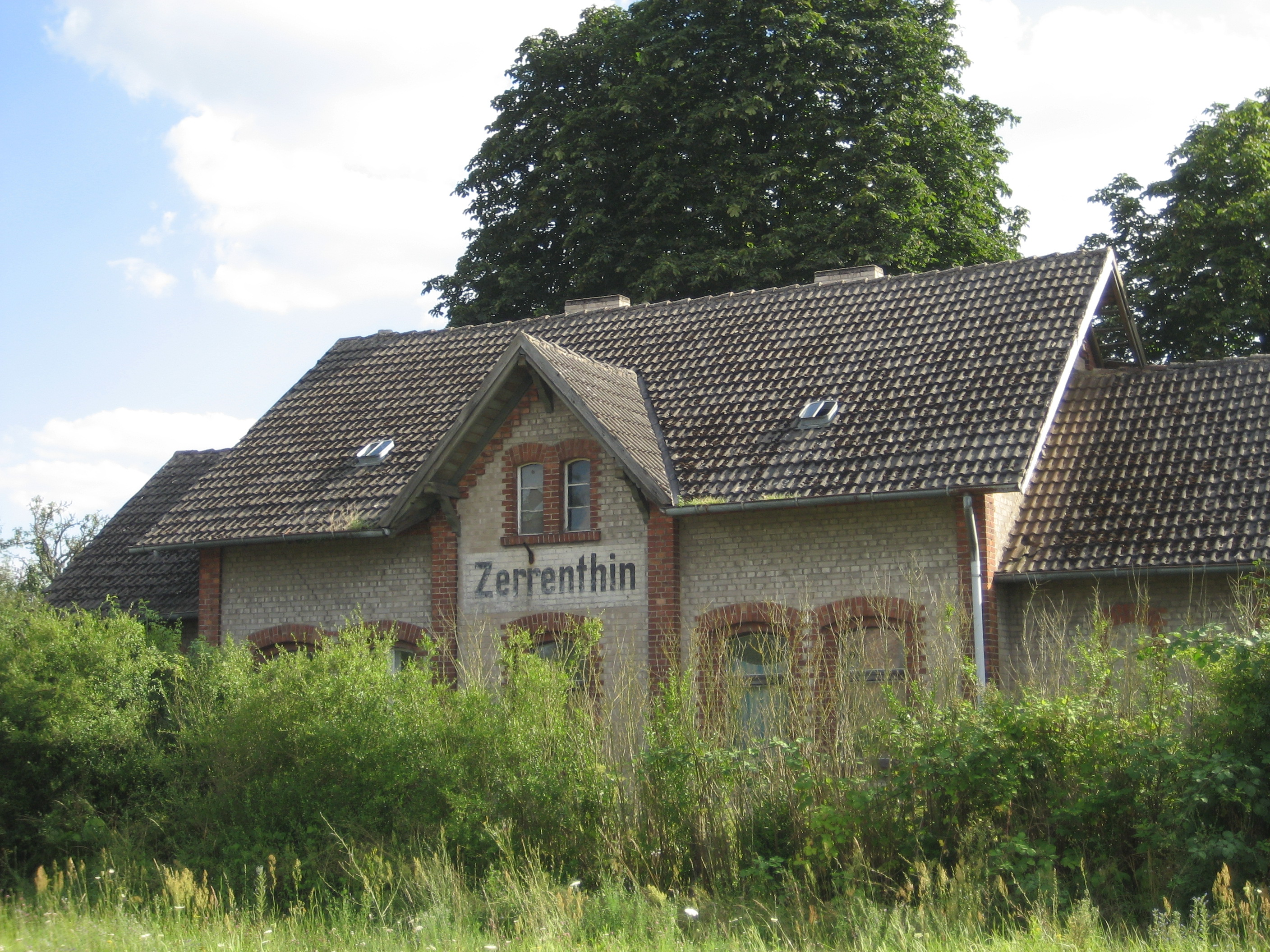
Alter Bahnhof von Zerrenthin

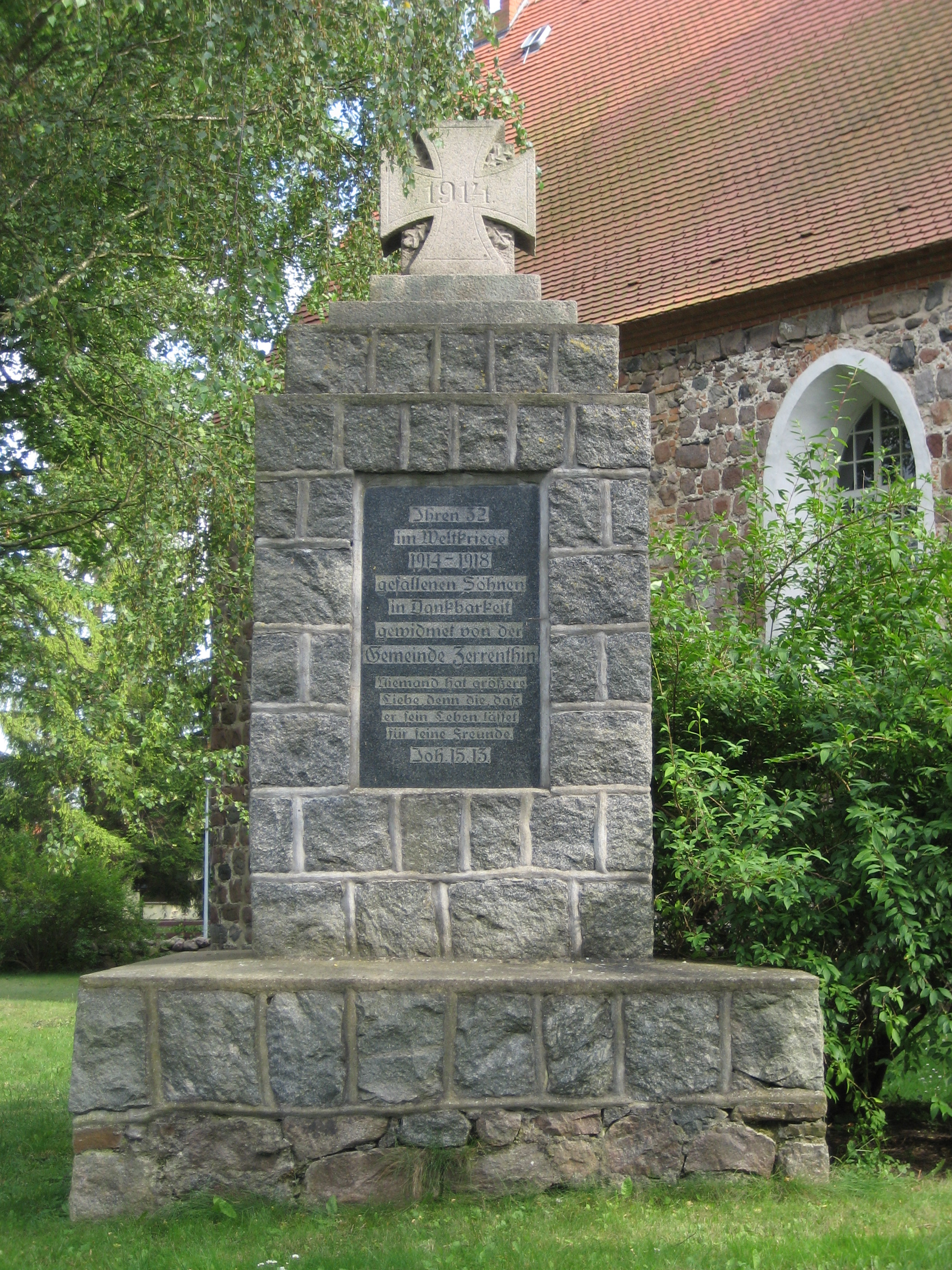
Kriegerdenkmal für die im Ersten Weltkrieg gefallenen 32 Soldaten aus Zerrenthin auf dem Kirchhof der Kirche Zerrenthin

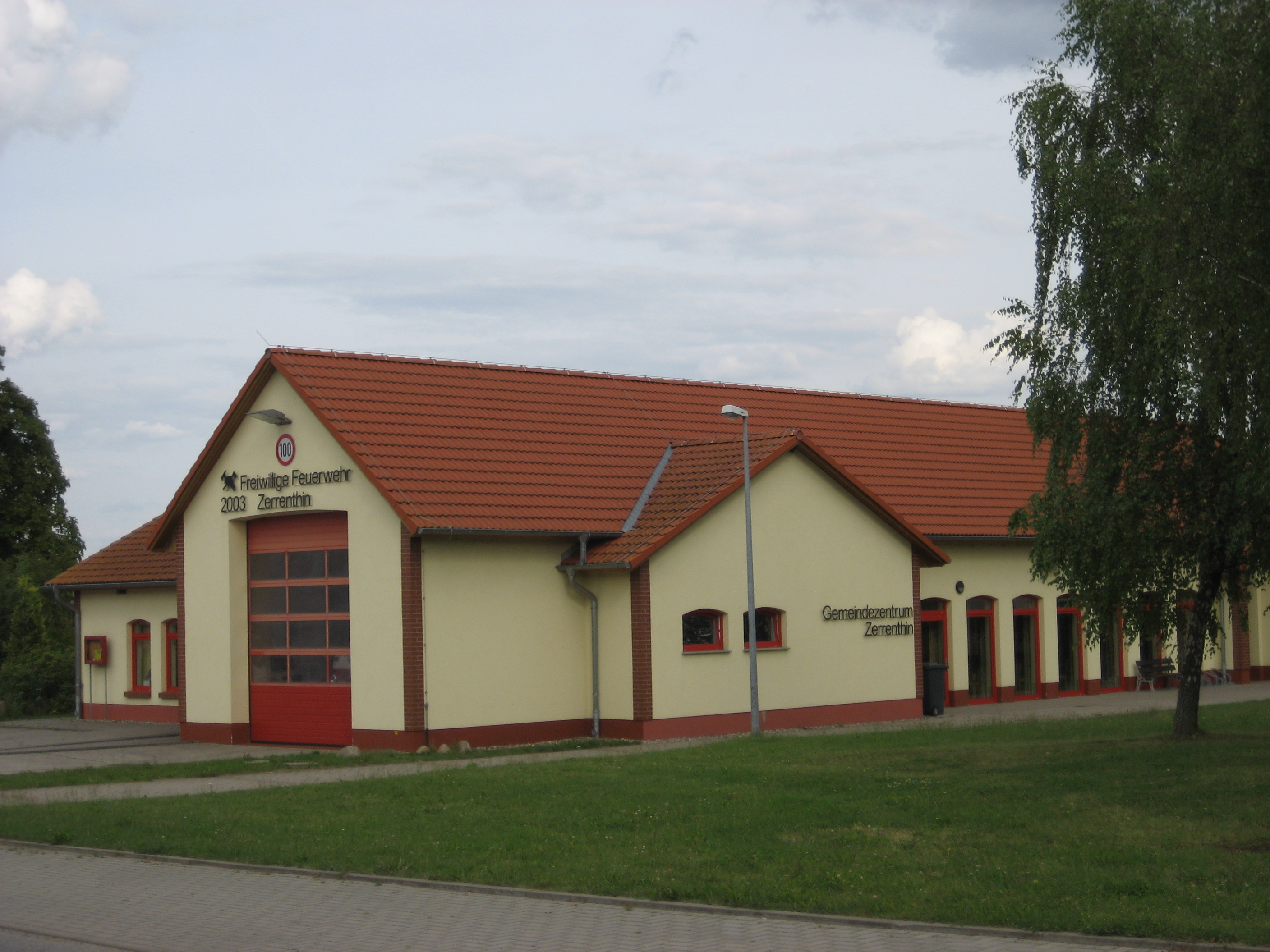
Kombiniertes Gemeindezentrum von Zerrenthin

Im November 1862 wurde Zerrenthin, wie die anderen Orte an der Eisenbahntrasse, durch die Berlin-Stettiner Eisenbahn-Gesellschaft über die Eisenbahnstrecke Pasewalk-Löcknitz-Stettin an das preußische Eisenbahnnetz angeschlossen. Die Strecke wurde im folgenden Jahr im November 1863 offiziell eröffnet. Bereits seit 1911 besaß Zerrenthin eine Freiwillige Feuerwehr. Während des Ersten Weltkrieges von 1914 bis 1918 fielen 32 Soldaten, die aus Zerrenthin stammten. An sie erinnert ein Kriegerdenkmal auf dem Kirchhof der Dorfkirche Zerrenthin. Im Jahr 1923 wurde der Sportverein „Fortuna“ Zerrenthin e. V. gegründet.
1972 wurde in Zerrenthin am Ortsausgang Richtung Wetzenow ein neues Schulgebäude in Plattenbauweise errichtet, in der sich bis 1990 die Polytechnische Oberschule (POS) Clara Zetkin befand. Die POS in Zerrenthin diente als zentraler Schulstandort für die umliegenden Dörfer. Mit der Deutschen Wiedervereinigung 1990 wurde die Schule zunächst in eine Grund- und Realschule, später in eine Grund- und Hauptschule umgewandelt. Der Unterricht erfolgte dort noch bis um das Jahr 1998, bis die Schule geschlossen und schließlich um das Jahr 2003 abgerissen wurde. Lediglich die Turnhalle und das Nebengebäude, in dem früher die Grundschule untergebracht war, stehen noch und werden von den Vereinen des Ortes genutzt.
Im Jahr 1990 entstand mit der Deutschen Wiedervereinigung das Land Mecklenburg-Vorpommern nach 1945 zum zweiten Mal neu. Durch die Kreisgebietsreform in Mecklenburg-Vorpommern von 1994 wurden aus den drei DDR-Kreisen Pasewalk, Ueckermünde und Strasburg der neue Landkreis Uecker-Randow gebildet, dem Zerrenthin bis 2011 angehörte. Durch eine erneute Kreisgebietsreform in Mecklenburg-Vorpommern im Jahr 2011 gehört Zerrenthin seitdem zum neu gebildeten Landkreis Vorpommern-Greifswald.
Im Jahr 2003 wurde in Zerrenthin ein neues kombiniertes Gemeindezentrum errichtet. Hier befinden sich sowohl eine Kegelbahn und ein größerer Raum für Feste, Feiern oder Versammlungen als auch die neuen Räumlichkeiten der Freiwilligen Feuerwehr Zerrenthin. Das nur unweit entfernt stehende alte Feuerwehrhaus wurde aufgegeben und stand zum Verkauf. Im Jahr 2011 beging Zerrenthin feierlich zunächst das 100-jährige Bestehen der Freiwilligen Feuerwehr, 2013 das 90-jährige Bestehen des Sportvereins „Fortuna“ Zerrenthin e. V. und im Jahr 2016 die 800-Jahr-Feier in Erinnerung der Ersterwähnung des Ortes im Jahr 1216.

### Einwohnerentwicklung

Einwohnerentwicklung von Zerrenthin von 1910 bis 2017

| Jahr | Einwohner | Quelle |
| ---- | --------- | ------ |
| 1910 | 699       | [ 5 ]  |
| 1933 | 610       | [ 6 ]  |
| 1939 | 649       | [ 6 ]  |
| 1990 | 527       | [ 7 ]  |
| 1995 | 499       | [ 7 ]  |

| Jahr | Einwohner | Quelle |
| ---- | --------- | ------ |
| 2000 | 525       | [ 7 ]  |
| 2005 | 496       | [ 7 ]  |
| 2010 | 482       | [ 7 ]  |
| 2014 | 458       |        |
| 2017 | 469       |        |

## Politik

### Gemeindevertretung und Bürgermeister
Der Gemeinderat besteht (inkl. Bürgermeister) aus 6 Mitgliedern. Die Wahl zum Gemeinderat am 26. Mai 2019 hatte folgende Ergebnisse:
| Partei/Bewerber         | Prozent | Sitze |
| ----------------------- | ------- | ----- |
| CDU                     | 29,44   | 2     |
| Einzelbewerber Schiebe  | 27,66   | 1     |
| Einzelbewerber Bischoff | 18,64   | 1     |
| Einzelbewerber Krohn    | 15,24   | 1     |

Bürgermeister der Gemeinde ist Uwe Meinherz, er wurde mit 84,89 % der Stimmen gewählt.

### Bürgermeister seit 1945
- 1945 Willi Handt
- Oktober 1945 August Rüh
- Oktober 1945 Albert Rähmer
- November 1945 Herr Fleischer
- März 1946 Herr Zidorn
- März 1946 Herr Fleischer
- April 1946 Albert Rähmer
- 5. September 1946 Emil Delkus
- September 1950 Herr Braun (aus Blumenhagen)
- 23. Dezember 1950 Margarete Graßmann
- 1951 Gerhard Winter
- 1952 Margarete Graßmann
- 1953 Herr Ott
- 1956 Hulda Weiß
- ? Frau M. Durow
- 1958 Otto Giese
- 1959 Herr Ott
- 1963 Herr Ehlert
- 1969 Christel Fordinal
- 1973 Ernst Brosinski (SED)
- ? Elfriede Habeck (SED)
- 1983 Wilfried „Charlie“ Braun (SED)
- Mai 1988 Claudia Breitkopf, geb. Nüske (CDU)
- 1989 Angela Herzfeld, verh. Schiebe (parteilos)
- 1992 Erich Belz (parteilos)
- 2004–2011 Heike Lemke (CDU)
- seit November 2011 Uwe Meinherz (parteilos)

### Wappen
| Wappen von Zerrenthin | Blasonierung: „Geteilt, oben in Silber ein spitzbedachter Kirchturm mit offenem Tor, auf der Turmspitze ein goldener Knauf mit schwarzem Hochkreuz, unten in Blau ein goldener erhöhter Dreiberg, belegt mit einem achtspeichigen schwarzen Wagenrad, überhöht von zwei zugewendeten goldenen Ähren.“ |
| Wappen von Zerrenthin | Wappenbegründung: Die Hauptelemente des Wappens sind der auffallende Spitzhelm des Kirchturms, als weithin sichtbares Symbol von Zerrenthin sowie die Getreideähren und das Wagenrad die für die reichen Bauern stehen die hier im 17. Jahrhundert siedelten. Das Wappen und die Flagge wurde von dem Zerrenthiner Marcel Guderjan gestaltet. Es wurde am 26. Oktober 2015 durch das Ministerium des Innern genehmigt und unter der Nr. 359 der Wappenrolle des Landes Mecklenburg-Vorpommern registriert. |

### Flagge

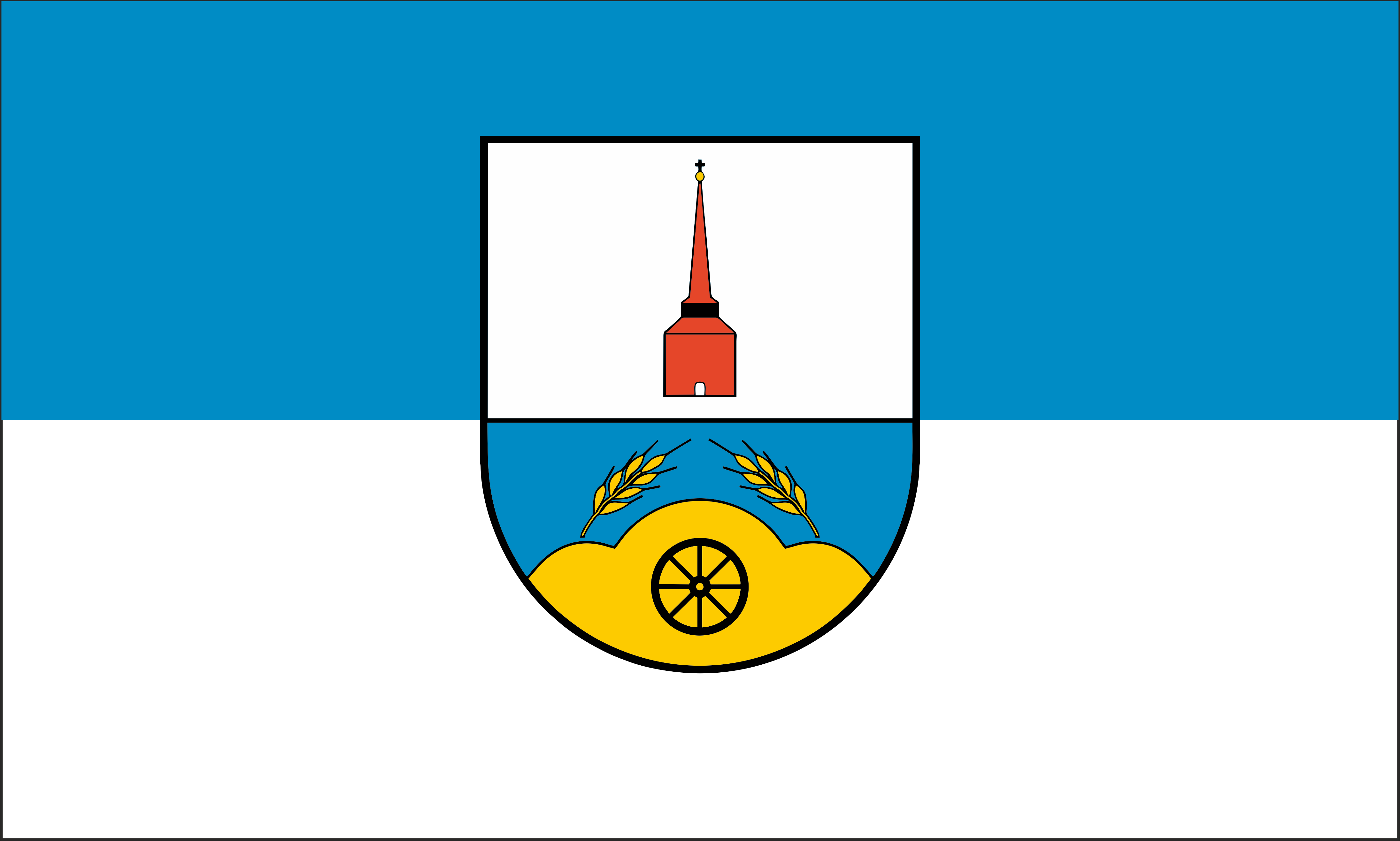
Flagge der Gemeinde Zerrenthin

Die Flagge ist gleichmäßig längs gestreift von Blau und Weiß. In der Mitte des Flaggentuchs liegt, auf jeweils zwei Drittel der Höhe des blauen und des weißen Streifen übergreifend, das Gemeindewappen. Die Höhe des Flaggentuches verhält sich zur Länge wie 3:5.

### Dienstsiegel
Das Dienstsiegel zeigt das Gemeindewappen mit der Umschrift „GEMEINDE ZERRENTHIN * LANDKREIS VORPOMMERN-GREIFSWALD“.

## Kultur und Sehenswürdigkeiten

### Sehenswürdigkeiten

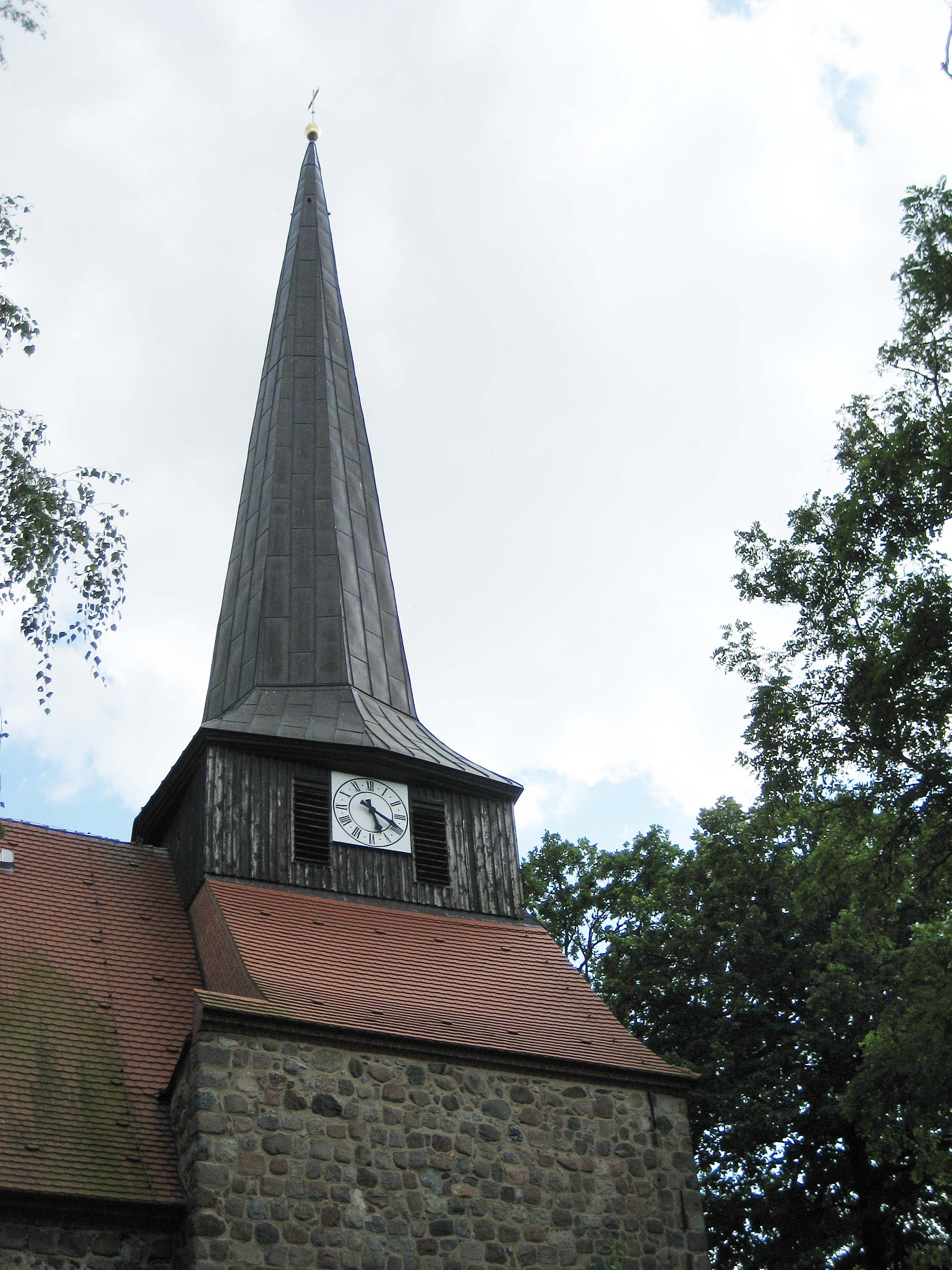
Kirchturm der Kirche Zerrenthin.

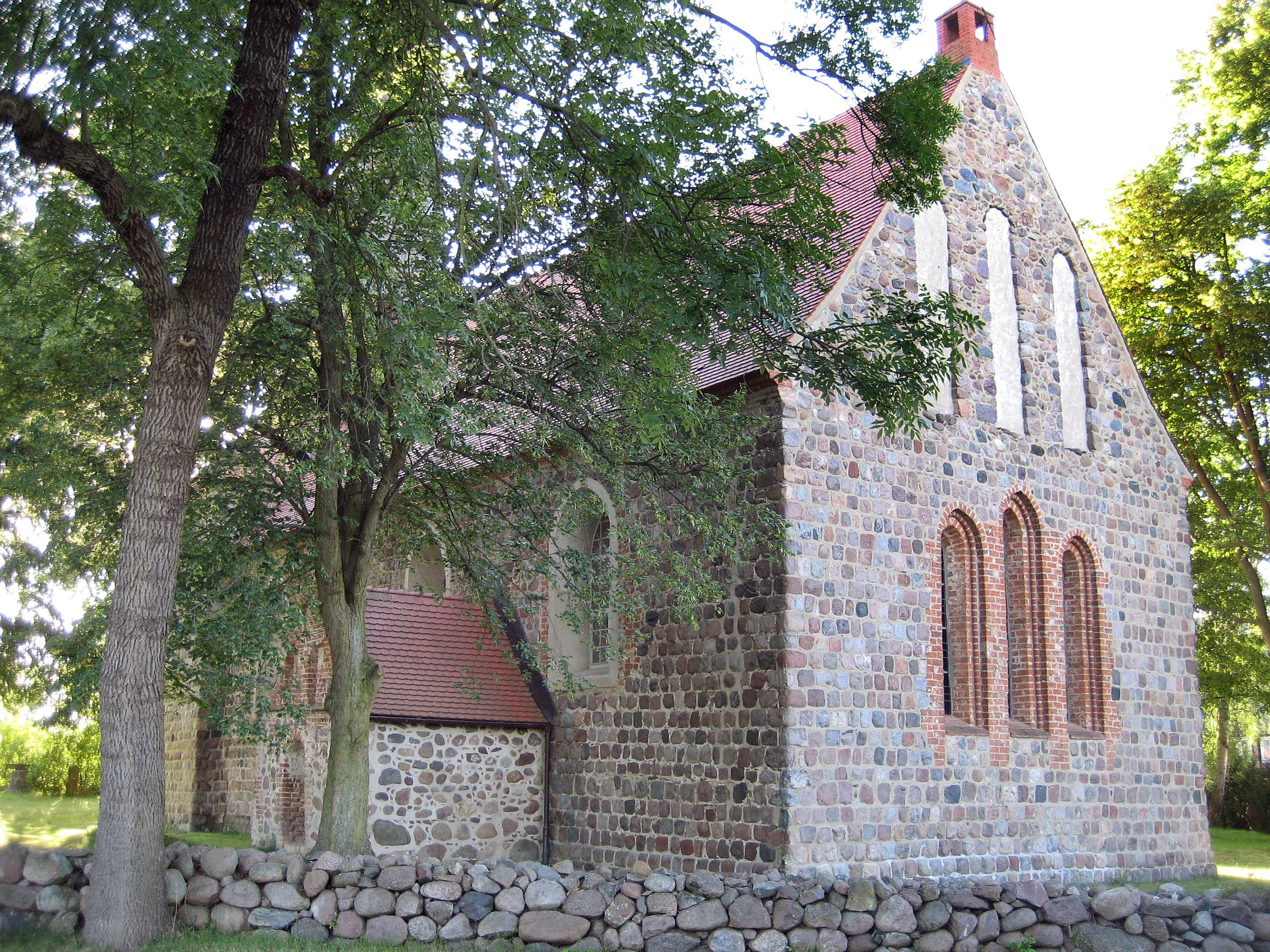
Kirche Zerrenthin aus Blickrichtung Südosten.

- Die Dorfkirche Zerrenthin stammt aus dem 13. Jahrhundert. Ihr Langhaus ist ein Feldsteinbau, an dem ein breiterer, rechteckiger Westturm angebaut ist. Umfangreiche Reste eines Wandmalereizyklus sind erhalten. Die Kirche wurde Anfang der 1990er Jahre restauriert.
- Kriegerdenkmal für die im Ersten Weltkrieg gefallenen 32 Soldaten aus Zerrenthin auf dem Kirchhof Dorfkirche Zerrenthin.

→ Siehe auch Liste der Baudenkmale in Zerrenthin

### Vereine
In Zerrenthin gibt es die folgenden Vereine:
- Sportverein „Fortuna“ Zerrenthin e. V.
- Angelverein Zerrenthin e. V.
- Automobilverein Zerrenthin e. V.
- O.S.C Nord-Ost e. V.
- Zerrenthiner Pferdesportverein e. V.

## Verkehrsanbindung
Die Gemeinde Zerrenthin liegt mit einem eigenen Bahnhof an der Bahnstrecke Bützow–Szczecin und ist Bedarfshaltepunkt für die Regionalbahnen. Im 2-Stunden-Takt verkehren dort von Lübeck nach Stettin Dieseltriebwagen der DB-Baureihe 623 der Deutschen Bahn in beide Richtungen. Die Bundesstraße 104 führt von Lübeck über Schwerin, Neubrandenburg und Pasewalk unter anderem auch durch Zerrenthin und weiter über den Grenzübergang Linken in das etwa 35 Kilometer entfernte Stettin (Szczecin) in Polen.

## Persönlichkeiten
- Albert Höft (1893–1980), deutscher Politiker, Minister für Vertriebene in Niedersachsen a. D.
- Irma Harder, geb. Lankow (1915–2008), deutsche Schriftstellerin